# ماكس بيندر
ماكس بيندر (الألمانية السويسرية الموحدة: Max Binder) هو فلاح وسياسي سويسري، ولد في 26 نوفمبر 1947 في سويسرا. حزبياً، نشط في حزب الشعب السويسري. وقد انتخب رئيس المجلس الوطني السويسري ‏ وانتخب عضو المجلس الوطني السويسري (25 نوفمبر 1991 – 29 نوفمبر 2015).